# Кызыласкер (Павлодарская область)
Кызыласкер (каз. Кызыласкер) — упразднённое село в Баянаульском районе Павлодарской области Казахстана. Входило в состав Кундыкольского сельского округа. Упразднено в 2005 г.

## Население
По данным переписи 1999 года, в селе проживало 15 человек (10 мужчин и 5 женщин).